# Lodewijk de Waal
Lodewijk Justus de Waal (Rotterdam, 4 november 1950) is een Nederlands bestuurder en voormalig voorzitter van de Federatie Nederlandse Vakbeweging (FNV).

## Vakbeweging
Lodewijk de Waal bezocht enkele jaren het gymnasium. In die periode richtte hij een scholierenvakbond op en sloot hij zich aan bij de Socialistische Jeugd. In verband met zijn rebelse gedrag en slechte cijfers werd hij van het gymnasium gestuurd.
In 1968 werd De Waal kantoorbediende bij RVS Verzekeringen. Enkele jaren daarna, in 1973, kreeg hij zijn eerste baan bij een vakbond; hij werd administratief medewerker bij de NVV-bond Mercurius. In 1974 werd De Waal districtsbestuurder, en later cao-onderhandelaar bij Mercurius. Uit een fusie tussen de NVV en de NKV Dienstenbond ontstond de Dienstenbond FNV, waar De Waal in 1982 cao-coördinator werd en in 1988 voorzitter. In 1992 stapte hij over naar de vakcentrale FNV, waar hij in 1997 Johan Stekelenburg opvolgde als voorzitter. Als FNV-voorzitter was De Waal vicevoorzitter van de Sociaal-Economische Raad (SER) en bij toerbeurt voorzitter van de Stichting van de Arbeid. Lodewijk de Waal was tot 25 mei 2005 voorzitter van de FNV. Hij werd opgevolgd door Agnes Jongerius.

## Humanitas
Van juli 2006 tot december 2010 was Lodewijk De Waal directeur van de humanistische hulporganisatie Humanitas. Zijn voorganger was Marius Ernsting. Op 1 december 2010 werd De Waal opgevolgd door Eva Scholte als algemeen directeur van Humanitas. In datzelfde jaar werd hij benoemd tot Officier in de Orde van Oranje-Nassau.

## Commissariaat
Op 22 oktober 2008 werd De Waal namens de Staat der Nederlanden commissaris bij de bank ING. De benoeming was onderdeel van een grote steunoperatie om ING overeind te houden. De Waal, die als FNV-voorzitter had geageerd tegen het "graaien" aan de top van het bedrijfsleven, en in dat verband had gepleit voor een "kleptocratentaks", was in maart 2011 medeverantwoordelijk voor het verlenen van miljoenenbonussen aan de ING-top. Over deze bonussen ontstond grote politieke beroering. PvdA-voorzitter Lilianne Ploumen noemde het optreden van De Waal "beschamend, onbegrijpelijk en onverdedigbaar". De Waal sprak van een fatwa en van een "inquisitiementaliteit".

## Politiek
In 2010 stond De Waal als lijstduwer op de kandidatenlijst van de PvdA voor de Tweede Kamerverkiezingen. Hij toonde verder weinig politieke ambitie en wees in 2009 een lijsttrekkerschap voor het Europees Parlement af. Na de affaire met de ING-bonussen liet PvdA-voorzitter Ploumen hem weten, dat hij niet meer voor een functie namens de PvdA in aanmerking kwam.

## Andere functies
Van 2007 tot en met 2010 leidde De Waal de TaskForce MobiliteitsManagement (TFMM). Achterliggende gedachte van deze TaskForce was dat werkgevers en werknemers gezamenlijk veel meer kunnen doen aan de reductie van het aantal autokilometers in de spits en daarmee aan de bestrijding van files. Begin 2011 ging de TaskForce over in het Platform Slim Werken Slim Reizen, waarvan De Waal voorzitter werd. Het Platform (een netwerkorganisatie met onder meer vijftig werkgevers) stelde zich ten doel dat eind 2012 een miljoen medewerkers 'slim' zou kunnen werken en reizen, en daarmee de keuze zou krijgen om al dan niet in de file te staan.
In maart 2011 moest De Waal opstappen als voorzitter van de raad van toezicht bij de Stichting Nederlandse Vrijwilligers na een artikel in de Volkskrant over nepotisme binnen deze organisatie.